# هانكوك (ماساتشوستس)
هانكوك (بالإنجليزية: Hancock, Massachusetts)‏ هي بلدة أمريكية تقع في الولايات المتحدة في مقاطعة بيركشاير (ماساتشوستس). يقدر عدد سكانها بـ 717 نسمة ومساحتها 92.6 كم2 وترتفع عن سطح البحر 322 متر.